# ソフィア・ステファン
ソフィア・ステファン（Sofia Stefan、1992年5月12日 - ）は、イタリアの女子ラグビーユニオン選手。

## プロフィール
- イタリア・パドヴァ出身[1]。
- ポジションはスクラムハーフ(SH)。
- 身長 165cm、体重 59kg

## 略歴
2022年、ラグビーワールドカップ2021の女子イタリア代表に選ばれた。

## 受賞歴
- 国際ラグビー選手会女子トライ・オブ・ザ・イヤー:2023年[3]